# ضمیر شخصی
ضمایر شخصی (به انگلیسی: Personal Pronouns) ضمایری هستند که عمدتاً با یک شخص دستوری خاص مرتبط هستند - اول شخص (من)، دوم شخص (تو/شما) یا سوم شخص (او مذکر، او مؤنث، آن، آنها). ضمایر شخصی نیز ممکن است بسته به تعداد (معمولاً مفرد یا جمع)، جنس دستوری یا طبیعی، حالت و شکل‌های مختلفی داشته باشند. اصطلاح «شخصی» در اینجا صرفاً برای نشان دادن معنای دستوری به کار می‌رود. ضمایر شخصی محدود به افراد نیستند و می‌توانند به حیوانات و اشیا نیز اشاره داشته باشند (همان‌طور که ضمیر شخصی در زبان انگلیسی معمولاً انجام می‌دهد).
استفاده مجدد در برخی از زبان‌ها از یک ضمیر شخصی برای نشان دادن ضمیر شخصی دوم با رسوم یا فاصله اجتماعی - معمولاً یک دوم شخص جمع برای نشان دادن صوری دوم شخص مفرد - به عنوان تمایز T-V از ضمایر لاتین tu و vos شناخته می‌شود. به عنوان مثال می‌توان به جمع خسروانی در انگلیسی (استفاده از we (ما) برای اشاره به خود (i)) یا در زبان فرانسوی تغییر واژه tu به vous (هر دو به معنی تو) و همچنین استفاده ضمیر ما برای اشاره به خود در زبان فارسی اشاره کرد.

## در زبان فارسی
در زبان فارسی ضمایر شخصی با مفرد یا جمع بودن اسم مطابقت دارد.
| ضمایر شخصی | گسسته | گسسته      |
| ضمایر شخصی | مفرد  | جمع        |
| ---------- | ----- | ---------- |
| اول شخص    | من    | ما         |
| دوم شخص    | تو    | شما        |
| سوم شخص    | او    | ایشان/آنها |

## مثال
مَن‮ ‬ هَستَم.
تُو‮ ‬ هَستی.
او‮ ‬ اَست‮.
ما‮ ‬ هَستیم‮.
شُما‮ ‬ هَستید‮.
آنها‮ (‬ایشان‮) هَستَند‮.

## جنسیت
زبانهایی که همانند زبان فارسی دارای ضمیر سوم شخص بدون جنسیت (he/she) هستند:
- زبان مالایی
- چینی، برمه ای و سایر زبان‌های چینی-تبتی
- زبان‌های آستروآسیایی
- زبان ایگبو
- زبان یوروبایی
- زبان‌های بانتو
- زبان ترکی استانبولی
- زبان‌های ترکی
- زبان‌های نیلوصحرایی
- زبان مجاری
- زبان فنلاندی
- زبان‌های اورالی
- زبان گرجی
- زبان ژاپنی
- زبان ارمنی
- زبان کره‌ای
- زبان ماپوچه‌ای
- زبان باسکی